# The Last Mile (Film)
The Last Mile ist ein US-amerikanisches Gefängnisdrama aus dem Jahr 1932 von Samuel Bischoff mit Howard Phillips und Preston Foster in den Hauptrollen. Der Pre-Code-Film wurde von K.B.S. Films produziert und basiert auf dem 1930 uraufgeführten gleichnamigen Bühnenstück von John Wexley.

## Handlung
Richard Walters ist wegen Mordes zum Tod verurteilt worden. Kurz nachdem er im Todestrakt des Gefängnisses angekommen ist, beobachtet er die Vorbereitungen für die Hinrichtung eines anderen Gefangenen. 
Walters und sein Geschäftspartner gerieten in einen Raubüberfall auf eine Tankstelle. Dabei kam es zu einem Kampf mit den Tätern, in dessen Verlauf Walters seinen Partner versehentlich erschoss. Die Staatsanwaltschaft ermittelte jedoch Streitigkeiten zwischen den beiden Geschäftsleuten, was zu der Überzeugung führte, Walters habe seinen Partner umgebracht.
Am Tag von Walters Hinrichtung entwaffnet der Mörder John Mears einen der Wärter und übernimmt das Kommando über den Todeszellentrakt. Er befreit seine Mitgefangenen und nimmt die Wärter als Geiseln. Es kommt zu einem blutigen Kampf, bei dem viele der Gefangenen und der Geiseln sterben. Dabei erfährt Mears, dass Beweise aufgetaucht sind, die den schwer verletzten Walters entlasten. Mears geht daraufhin aus seiner Deckung und lässt sich freiwillig erschießen. Walters wird freigesprochen und erholt sich von seinen Verletzungen.

## Produktion, Trivia
Gedreht wurde der Film ab dem 20. Juni 1932 in den California-Tiffany-Studios in Hollywood. Am 26. August 1932 wurde der Film den Insassen des County-Gefängnisses von Los Angeles vorgeführt.
1959 entstand mit Eine Meile Angst eine weitere filmische Adaption von Wexleys Bühnenstück.
Die Hauptrolle des Bühnenstücks spielten Spencer Tracy und in späteren Aufführungen Clark Gable. Edwin L. Marin arbeitete als Regieassistent. In kleinen nicht im Abspann erwähnten Nebenrollen traten Alec B. Francis und Francis McDonald auf.

## Veröffentlichung
Die Premiere des Films fand am 17. August 1932 statt. In der Bundesrepublik Deutschland wurde er am 17. Juni 1989 im deutschen Fernsehen ausgestrahlt.

## Kritiken
Der Filmkritiken-Aggregator Rotten Tomatoes hat in einer Auswertung ein Publikumsergebnis von 36 Prozent positiver Bewertungen ermittelt.
Das Lexikon des internationalen Films schrieb: „Gefängnisfilm nach einem Theaterstück, der seinen Schluß zugunsten des Film-Happy-Ends im Gegensatz zur Vorlage ändert und so die soziale Anklage mildert.“
Mordaunt Hall von der The New York Times sah eine verdünnte Version des Bühnenstücks, bei der die meisten Rollen mit der nötigen Wucht und Realismus gespielt werden.
Der Kritiker des TV Guide sah eine mutige und starke Arbeit mit exzellenten Darstellern.